# Opština Ub
Die Opština Ub ist eine Opština, eine Art Großgemeinde, im serbischen Okrug Kolubara  mit etwa 30.000 Einwohnern. Verwaltungssitz ist Ub.

## Gemeindegliederung
Abgesehen von der Stadt Ub besteht die Gemeinde aus den folgenden Dörfern (2002 Einwohner in Klammern angegeben):
| - Banjani (1395) - Bogdanovica (348) - Brezovica (668) - Brgule (1235) - Crvena Jabuka (631) - Čučuge (463) - Dokmir (558) - Gunjevac (497) - Gvozdenović (468) - Joševa (455) - Kalenić (888) - Kalinovac (480) - Kožuar (708) | - Kršna Glava (221) - Liso Polje (278) - Lončanik (551) - Milorci (407) - Murgaš (Ub) (559) - Novaci (879) - Paljuvi (769) - Pambukovica (1173) - Radljevo (607) - Raduša (297) - Ruklada (372) - Šarbane (545) - Slatina (413) | - Sovljak (1933) - Stublenica (999) - Takovo (979) - Trlić (1020) - Trnjaci (909) - Tulari (945) - Tvrdojevac (402) - Vrelo (1684) - Vrhovine (552) - Vukona (262) - Zvizdar (536) |